# 鬼無里神社
鬼無里神社（きなさじんじゃ）は、長野県長野市鬼無里字町274番地イ号にある神社。

## 概要
創建年月は不明。伝承によると、大昔鬼無里村が湖であった頃に湖底に竜が住んでおり、銚子口（現・長野市戸隠豊岡）から湖水が全て流れ出た際に竜の尾先の宝珠が霊光を放っていたことから、修験者の勧めで村民がこの玉を神竜の霊・村の守護神として祀ったのが神社の始まりであるとされる。当社がある「魚山」は巌となった竜の頭であるという。当社は諏訪明神を祀る諏訪神社だが、御柱を祀らない。その理由は、ある時御柱を祀ろうと盛大な祭りを開催したところ、その年に大火に見舞われたため、ここの神様は御柱を嫌っていると氏子達は考え、それ以降御柱を祀らなくなった。
伝承によると平安時代初期には当社はすでに存在していたとされ、多くの武人から崇敬されていたとされる。平城天皇の御宇（大同年間）には有明山に凶賊がいて王命をも無視しており、その討伐のために坂上田村麻呂が当社に戦勝祈願をし、当社の神霊のお陰で凶賊を討伐することができた。田村麻呂は御礼として百尺の喬木一樹を寄進し、社殿の造営を行った。冷泉天皇の御宇（安和2年（969年））に平維茂が紅葉討伐のために当社に戦勝祈願をし、討伐が成功した後は社殿を改修し、屋根を銅葺とし、神領や武具を奉献した。治承4年（1180年）に木曾義仲が挙兵した際、義仲は戦勝祈願のために当社に鳥居を造営し武具を奉納した。武田信玄は永代40貫文の地を寄進した。大久保長安は社領2石5斗を奉納し、松代藩主・真田信之も元和8年（1622年）に2石5斗を奉納し、寛文6年（1666年）には真田幸道が1石を奉納した。

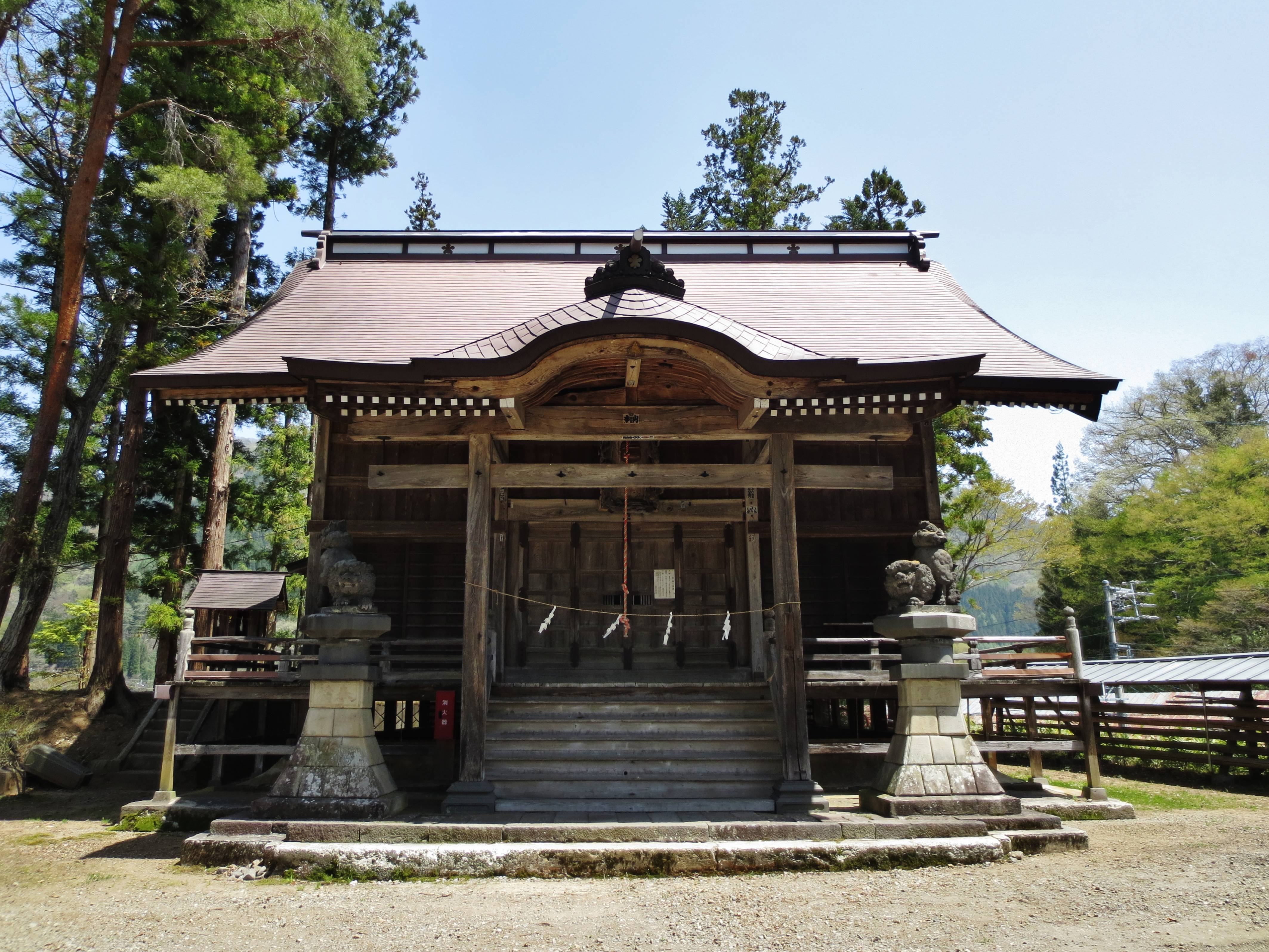
社殿